# José Valdés (Fußballspieler)
José Luciano Valdés Silva (* 25. Februar 1930; † 22. November 1991) war ein chilenischer Fußballspieler. Der Stürmer absolvierte zwei Länderspiele für die chilenische Nationalmannschaft.

## Karriere

### Verein
José Valdés spielte mindestens von 1950 bis 1955 für den Hauptstadtklub CD Magallanes. Weiteres ist über die Vereinskarriere des Stürmers nicht bekannt.

### Nationalmannschaft
José Valdés absolvierte zwei Länderspiele für die Nationalmannschaft Chiles. Bei beiden Spielen im Februar 1954 im Rahmen der Qualifikation für die Weltmeisterschaft 1954 stand der Offensivakteur in der Startelf, jedoch verlor La Roja die Partien gegen Paraguay und Brasilien. Chile qualifizierte sich nicht für das Endturnier in der Schweiz, für Valdés blieben es die einzigen Länderspieleinsätze.